# DRW-Verlag
Der DRW-Verlag Weinbrenner GmbH & Co. KG ist ein deutscher Verlag mit Sitz in Leinfelden-Echterdingen, der Teil der Unternehmensgruppe Weinbrenner ist.

## Geschichte
Karl Weinbrenner († 1940) legte 1874 mit dem Centralblatt für den deutschen Holzhandel den Grundstein für ein heute international agierendes Medienhaus. Flaggschiff des Fachverlags ist das Holz-Zentralblatt. Das schwäbische Familienunternehmen wurde bis zu seinem Tod von Karl-Heinz Weinbrenner (1942–2013) und seiner Tochter Claudia Weinbrenner-Seibt in dritter und vierter Generation geführt.

## Verlagsprogramm
Der Verlag ist Herausgeber verschiedener Fachzeitschriften sowie Verleger von Fachbüchern und Kalendern.

### Fachzeitschriften
Das Holz-Zentralblatt ist eine Fachzeitschrift für Unternehmer und Führungskräfte in der Forst- und Holzwirtschaft. Es berichtet über den Holzmarkt, über Maschinen und Werkzeuge der Holzbearbeitung, über Ergebnisse der Holzforschung, über Entwicklungen in der Holzverarbeitung. B+H Bauen und Holz als Zeitschrift für den Holzhandel und den Baumarkt erscheint sechsmal jährlich als Beilage des Holz-Zentralblatts.
HK Holz- und Kunststoffverarbeitung erscheint sechsmal im Jahr als Zeitschrift für Unternehmer und Führungskräfte der Holz- und Möbelindustrie.
Exakt ist eine neunmal im Jahr erscheinende Fachzeitschrift für das holzverarbeitende Handwerk in Deutschland. Sie richtet sich an Tischler/Schreiner und Akteure aus dem Bereich Innenausbau und Montage.
Jeweils einmal im Jahr erscheinen die Magazine Laminat, Holzbau, Türen, Design + Beschlag, Surface, MDF/HWS und Furnier.

### Buchprogramm
Der Verlag verlegt in seinem Fachbuchprogramm Werke zu den Themen Holz, Oberflächen, Bauholzpilze, Türen, nachhaltiges Bauen sowie Heizen und Forstwirtschaft.

#### G. Braun Buchverlag
Von 2001 bis 2011 gehörte der in Karlsruhe ansässige G. Braun Buchverlag zum DRW-Verlag. Zum Verlagsprogramm des G. Braun Buchverlags gehörten seit jeher Themen über regionales, kulturelles und historisches aus Baden. Bücher über badische Themen kamen in dieser Zeit weiterhin unter dem Verlagslabel G. Braun Buchverlag auf den Markt. 

#### Themen über Kultur und Geschichte Baden-Württembergs
Der DRW-Verlag gab in den Jahren der Zugehörigkeit des G. Braun Buchverlags 2001 bis 2011 auch Bücher über die Kultur und Geschichte des alten Landes und der Region Württemberg bzw. auch Baden-Württemberg heraus, die bei äußerlich ähnlicher oder gleicher Aufmachung jedoch als Bücher direkt aus dem DRW-Verlag firmierten. Dieses Verlagsprogramm mit Büchern zur Freizeit, zur Region, Kultur und Geschichte aus Baden-Württemberg wurde 2011 vom DRW-Verlag mit dem Verkauf des G. Braun Buchverlags an die Schlütersche Verlagsgesellschaft wieder aufgegeben.

### Kalender
Neben den Eigenproduktionen erscheinen auch Kunst- und Architekturkalender, Natur- und Ratgeberkalender sowie Planer, Streifenkalender und Terminbücher.